# Ferran II de Mèdici
Ferran II de Mèdici o Ferran II de Toscana (Florència, Gran Ducat de Toscana, 14 de juliol de 1610 - íd., 24 de maig de 1670), fou el Gran Duc de Toscana entre 1621 i 1670.

## Orígens familiars
Va néixer el 14 de juliol de 1610 a la ciutat de Florència sent el fill mascle primogènit del Gran Duc Cosme II de Mèdici i Maria Magdalena d'Àustria. Fou net per línia paterna de Ferran I de Mèdici i Cristina de Lorena, i per línia materna de Carles II d'Estíria i Maria Anna de Baviera.
Fou germà de Margarida de Mèdici, casada amb Odoard I de Parma; Anna de Mèdici, casada amb Ferran Carles d'Àustria; i els cardenals Joan Carles i Leopold de Mèdici.

## Ascens al poder

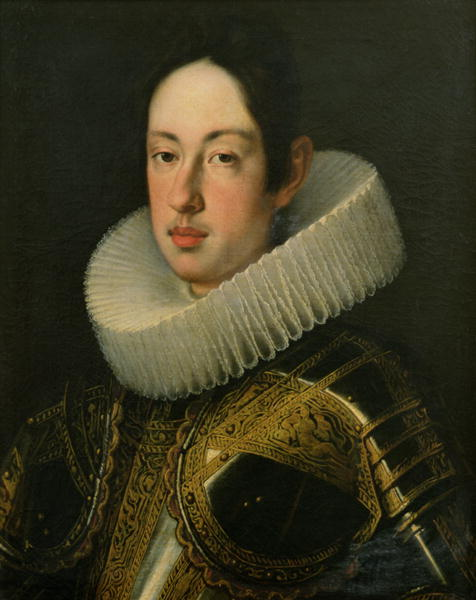
Imatge d'un jove Ferran II de Mèdici.

A la mort del seu pare, ocorreguda el febrer de 1621, fou nomenat Gran Duc de Toscana, si bé donada la seva joventut comptà amb la regència de la seva mare fins al 1628. Comptà amb l'estima del seu poble gràcies a la seva simpatia i predispossició, unes qualitats però que el van convertir en mal governant i que no li van permetre mantenir la independència vers les potències estrangeres.
El botànic Paolo Boccone va servir a la seva cort, i continuà amb la protecció de Galileo Galilei, tot i que no el pogué protegir de les acusacions d'heretgia realitzades per l'Església Catòlica. També va servir-hi el metge i arqueòleg Giovanni Pagni, que fou enviat per Ferran a la regència de Tunis per guarir el Bei Muhammad el Hafsi d'una malaltia.

## Núpcies i descendents
Es casà el 26 de setembre de 1633 amb Victòria della Rovere, filla de Frederic Ubald della Rovere i Clàudia de Mèdici. D'aquesta unió nasqueren:
- Cosme de Mèdici (1639)
- Cosme III de Mèdici (1642-1723), Gran Duc de Toscana
- Francesc Maria de Mèdici (1660-1711), cardenal